# Glenn Hoddle
Glenn Hoddle (Hayes, 27 d'octubre de 1957) és un exfutbolista anglès dels anys 1970 i 1980 i entrenador.

## Trajectòria
Hoddle destacà principalment al Tottenham Hotspur on romangué durant més d'una dècada des de meitat dels 1970 fins a finals dels 1980. Amb els Spurs guanyà la FA Cup de 1981 i 1982 i la Copa de la UEFA de 1984. El 1987 fou traspassat a l'AS Monaco d'Arsène Wenger per £750.000 lliures. En total jugà entre 1975 i 1987, 490 partits amb el primer equip del Tottenham i marcà 110 gols. Al club monegasc coincidí amb George Weah i Mark Hateley. Guanyà una lliga i una copa franceses.
Debutà amb Anglaterra a la qualificació de l'Eurocopa 1980 en un partit enfront Bulgària el 22 de novembre de 1979. Participà en els Mundials de 1982 i 1986. La seva darrera gran competició fou l'Eurocopa 1988. En total disputà 53 partits amb la selecció i marcà 8 gols.
El 1991 tornà a Anglaterra després de la seva estada a Mònaco, començant una trajectòria com a jugador-entrenador primer i entrenador després. Amb el Swindon Town assolí l'ascens a la Premier League, amb el Chelsea arribà a la final de la Copa el 1994. També dirigí el Southampton, el Tottenham Hotspur o el Wolverhampton Wanderers FC.
El 2 de maig de 1996 acceptà el càrrec de seleccionador anglès. Assolí la classificació d'Anglaterra per al Mundial de 1998. Això no obstant, causà controvèrsia la no convocatòria de Paul Gascoigne. Durant la classificació per l'Euro 2000 fou reemplaçat del càrrec essent substituït per Kevin Keegan.
L'any 2007 fou inclòs al Saló de la Fama del futbol anglès. El 1998 fou escollit per la Football League a la llista de les 100 llegendes del futbol anglès.

## Palmarès
Tottenham Hotspur
- Copa de la UEFA: 
  - 1984
- Copa anglesa de futbol: 
  - 1981, 1982
- FA Community Shield: 
  - 1981

AS Monaco
- Lliga francesa de futbol: 
  - 1987-88
- Copa francesa de futbol: 
  - 1991

Anglaterra (entrenador)
- Tournoi de France: 
  - 1997